# El Ruso (cómic)
El Ruso (Ivan Dragovsky) es un supervillano ruso que aparece en los cómics estadounidenses publicados por Marvel Comics. El es un enemigo de Punisher y Spider-Man.
Kevin Nash interpretó al personaje en la película de 2004 The Punisher, Keith Jardine en la serie de Marvel Cinematic Universe/Netflix, The Punisher y Billy Clements en la película de 2024 Deadpool & Wolverine.

## Historial de publicaciones
Fue creado por Garth Ennis y Steve Dillon, el personaje hizo su primera aparición en The Punisher Vol. 5, n.º 8 (noviembre de 2000).
El Ruso debutó fuera del panel en The Punisher Vol. 5, #8, se presentó por completo en el siguiente número y apareció en todos los siguientes hasta su muerte en el número 11. En la siguiente serie, el personaje resucitó como un cyborg y apareció en The Punisher Vol. 6, #1-5.
El Ruso recibió perfiles en Marvel Encyclopedia #5, All-New Official Handbook of the Marvel Universe #9, y Official Handbook of the Marvel Universe A-Z #9

## Biografía del personaje ficticio
Los primeros avistamientos conocidos del ruso ocurrieron mientras estaba de vacaciones en Afganistán en la década de 1980. Posteriormente viajó por el mundo, introduciéndose en diversos conflictos por diversión y lucro; Los lugares en los que se dice que luchó incluyen el Líbano, Irak, Ruanda, Timor Oriental, Chechenia, los Balcanes y Belfast (donde consumió a un hombre en una apuesta). Las actividades del ruso llevaron a que fuera buscado vivo o muerto por numerosas fuerzas del orden, así como por organizaciones criminales como la yakuza.
El Ruso es contactado en su casa de Kazajistán por la señora del crimen estadounidense Ma Gnucci, quien le ofrece diez millones de dólares para matar a Punisher. El Ruso acepta el trato, aborda un avión ruso con destino a América del Norte, lo estrella sobre Canadá y cruza la frontera hacia la ciudad de Nueva York, donde es informado por Gnucci.Luego, el Ruso es llevado a la dirección actual de Punisher y se enfrenta al justiciero, su pelea (que el Ruso domina) lo lleva al departamento del vecino con obesidad mórbida de Punisher, el Sr. Bumpo. Punisher quema la cara del Ruso con una pizza caliente que Bumpo había estado cenando, lo hace tropezar y luego arroja a Bumpo encima de él. El Ruso se asfixia bajo Bumpo y Punisher le corta la cabeza, quien la usa para intimidar a lo que queda de las fuerzas de Ma Gnucci para que se rindan.
Los restos del Ruso son recuperados por el General Kreigkopf, quien lo resucita como un cyborg usando tecnología robada de S.H.I.E.L.D. Los efectos secundarios de los tratamientos hormonales experimentales que recibe para estabilizar su cuerpo revitalizado y mejorado hacen que el Ruso desarrolle senos (que adora) y una forma implícita de menstruación, lo que lo impulsa a comenzar a usar ropa de mujer, incluidos tacones altos.Para probar las capacidades del Ruso, Kreigkopf aprueba su solicitud de regresar a la ciudad de Nueva York para matar a Punisher, a quien el Ruso arroja desde el Empire State Building. Punisher es salvado por Spider-Man, y en la batalla que sigue, empuña al superhéroe como escudo humano y usa sus lanzadores de telarañas para derribar al Ruso del rascacielos. El Ruso sobrevive al estrellarse en la calle de abajo y ser atropellado por un tren subterráneo, y se retira a la base de Kreigkopf en Grand Nixon Island.El Ruso está reparado y se le niega otra oportunidad de enfrentarse a Punisher.
El Ruso es colocado en un Boeing 747 lleno de soldados que Kreigkopf pretende hacer atacar a la Unión Europea en Bruselas. Punisher, que había rastreado al Ruso, obliga al avión a estrellarse contra el depósito de combustible de Grand Nixon Island; el ruso emerge de los escombros como el único superviviente.Cuando Kreigkopf improvisa su plan de ataque ordenando que un avión francés que lleva una ojiva nuclear sea secuestrado, Punisher aborda el avión, seguido por el Ruso. Punisher le vuela la nuca al ruso metiéndole una pistola en la boca, luego lo encadena a la bomba atómica y se la arroja sobre Grand Nixon. La isla y todos los criminales que hay en ella son aniquilados, al igual que el Ruso, cuyas últimas palabras son: "¡Dosvidanja, gran chico! ¡El Ruso realmente tiene que reconocerlo!".

## Poderes y habilidades
En su primera historia, el Ruso poseía una fuerza y durabilidad tremendas; él solo elimina a un equipo de Fuerza Bravo, aplasta involuntariamente a un hombre con un gesto amistoso, golpea a Punisher con un inodoro que había arrancado de sus cimientos y destroza un revólver, mientras no se inmuta cuando lo patean en la entrepierna, lo apuñalan. en el estómago y lo golpearon con una silla. Además, alude a sobrevivir a la caída libre desde un avión y a recibir repetidos disparos en la cabeza. A pesar de su casi invulnerabilidad, el Ruso era sensible al calor y se enfureció cuando Punisher lo hirió con una estufa y una pizza caliente.
Cuando el General Kreigkopf resucitó al ruso, le aumentaron el cuerpo con plásticos y adamantium, reemplazó la mayoría de sus órganos con órganos extraídos de animales y le dio sensores olfativos que aumentaron su sentido del olfato al nivel de un sabueso.

## Obsesión con la cultura estadounidense
En sus primeras apariciones en el cómic, El Ruso ha demostrado tener una obsesión menor con la cultura pop estadounidense. Su primer pensamiento hasta que le ofrecieron 10 millones de dólares para matar a Punisher fue una realización de cuantos pares de Levi's y discos compactos que podía comprar con esa cantidad. El Ruso es un fan confesado de los superhéroes. Él es el presidente de «El Club de Fans de Daredevil, el Hombre sin Miedo» de Smolensk. También deseó obtener autógrafos de los X-Men, los 4 Fantásticos, y Spider-Man antes de su muerte a manos de Frank Castle. También cree que Thor sería un buen comunista debido a su gran martillo.

## Otras versiones

### Marvel MAX
Una secuencia de flashback en The Punisher Vol. 7, #75 muestra a Punisher luchando contra el Ruso, que intenta romperle la espalda. Las circunstancias que rodearon la batalla, ni cómo se resolvió, no se revelan.

### Marvel Noir
En Punisher Noir, El Ruso es un soldado ruso que se convirtió en mercenario independiente en la Primera Guerra Mundial, que es enviado para asesinar a Frank Castelione mientras que está en un tren rumbo a Inglaterra después del final de la guerra. Una lucha sigue y ocurre en la parte superior del tren, donde Frank mete una granada en la entrepierna de sus pantalones y lo empuja lejos. Años más tarde, El Ruso ha empezado a usar ropa de mujer y, junto con Barracuda y Puzzle, asesinan a Castelione bajo las órdenes de Dutch Schultz.
El hijo de Frank, Frank Castelione Jr., crece hasta convertirse en Punisher y descubre la conexión del ruso con la muerte de su padre después de localizar y matar a Barracuda y Jigsaw. Punisher se enfrenta al ruso en el Zoológico del Bronx, y su pelea los lleva a la exhibición de reptiles, donde el Ruso es mutilado por caimanes. A pesar de perder un brazo, el ruso continúa intentando atacar a Punisher, quien la remata vaciándole dos armas completamente cargadas. Frank, Jr. luego organiza la escena para que parezca que el ruso fue Punisher todo el tiempo.

## En otros medios

### Televisión
- El Ruso aparece en la temporada 2 de The Punisher, episodio "One-Eyed Jacks", interpretado por Keith Jardine.[17]El era un ejecutor de la Mafia rusa que había trabajado para Kazan. Cuando los rusos recibieron la visita inesperada de Turk Barrett, quien afirmó tener información que interesaría a Sergei Konchevsky, revelaron que Konchevsky estaba muerto y luego prepararon su emboscada para el socio de Barrett. Sin embargo, ellos fueron confrontados por Punisher. Mientras que el Ruso luego intentó matarlo personalmente bajo las órdenes de Kazan, Punisher lo golpeó hasta la muerte.

### Películas
- El Ruso apareció en la película de 2004 The Punisher, interpretado por el luchador profesional Kevin Nash y no tenía otro diálogo más que gruñidos.[18]Está vestido con un traje tipo Spetznaz que lleva en su primera aparición en el cómic. Es contratado por Howard Saint para matar a Punisher. Entrando por la fuerza en el apartamento de Punisher, los dos son involucrados en una lucha brutal que refleja su primer encuentro en los cómics. A pesar de sufrir una herida de arma blanca superficial en el hombro, El Ruso se las arregla para darle a Punisher una brutal paliza que incluye devolverle la herida del hombro, sacundiéndolo a través de varias capas de yeso, y golpeándolo con un inodoro que arrancó de la fundación. Además, como en los cómics, la lucha toma un giro mejor cuando Punisher lanza una olla de agua hirviendo en la cara que le provoca quemaduras graves. Esto le da a Punisher la oportunidad de tirar a El Ruso por las escaleras del apartamento. El Ruso muere por una fractura de cuello.[19]
- El Ruso aparecerá en Deadpool & Wolverine (2024), interpretado por Billy Clements.[20]El fue finalmente desterrado al Vacío por la Autoridad de Variación Temporal y se unió al grupo de villanos rebeldes de Cassandra Nova. En la lucha contra la resistencia, él fue asesinado por Gambito.

### Videojuegos
- El Ruso aparece como un jefe en Punisher (2005), con la voz de Darryl Kurylo. El trabaja con el general Kreigkopf para combatir al personaje del mismo nombre hasta que el Ruso muere a causa de un dispositivo nuclear que fue introducido de contrabando en la isla Grand Nixon.[21]